# Cà phê manga

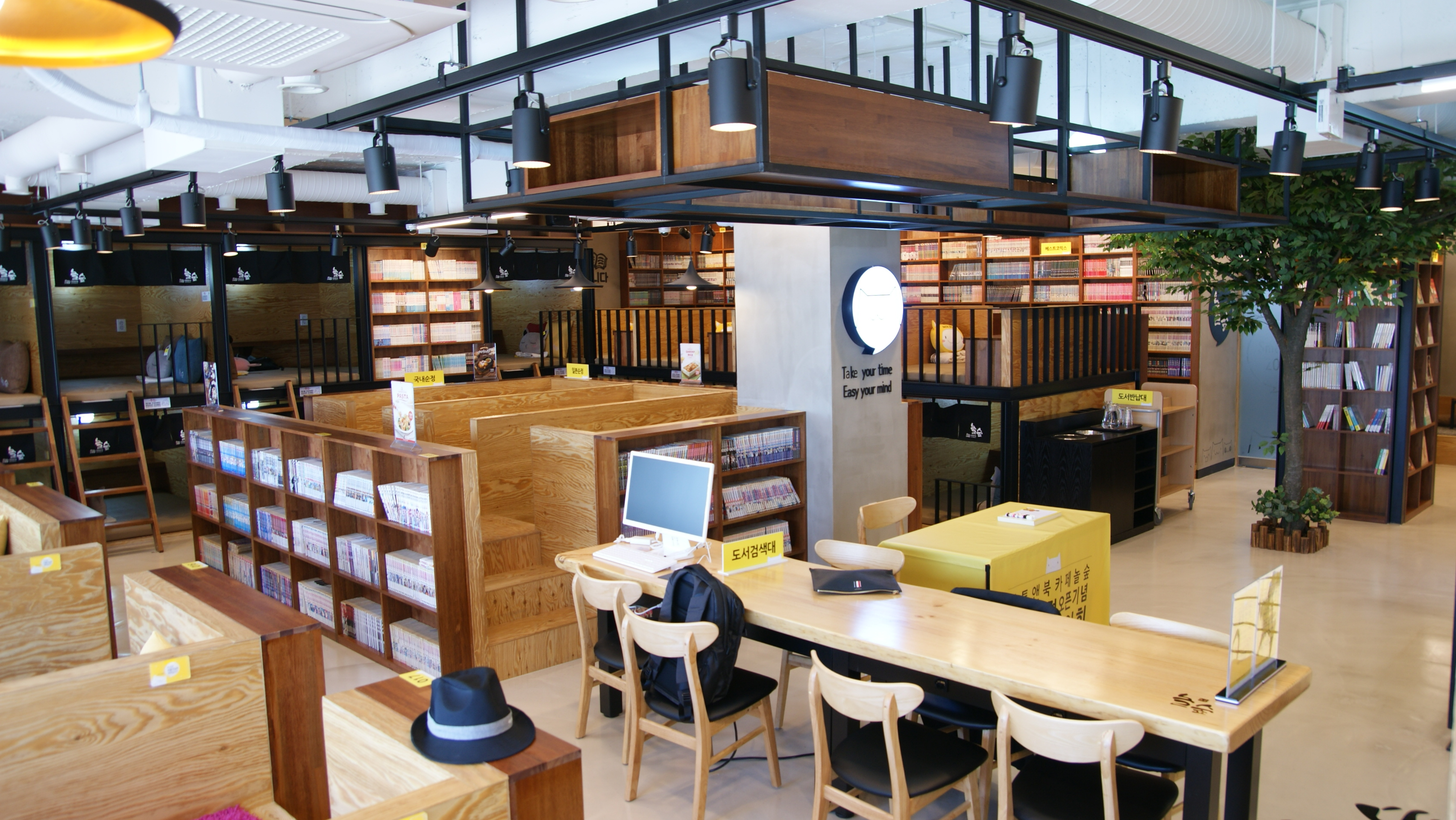
Cà phê manga

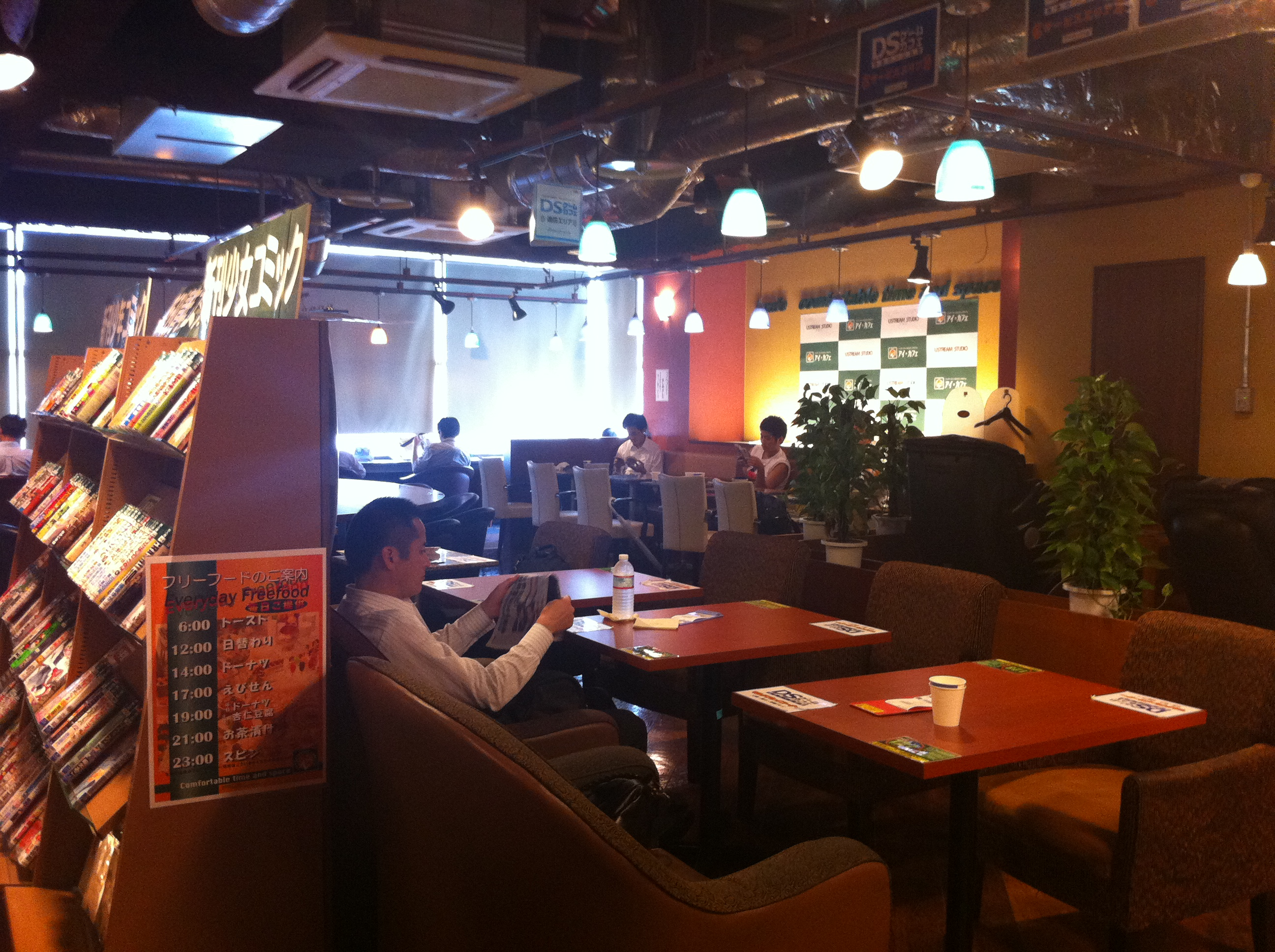
Cà phê Manga, Chiyoda, Tokyo

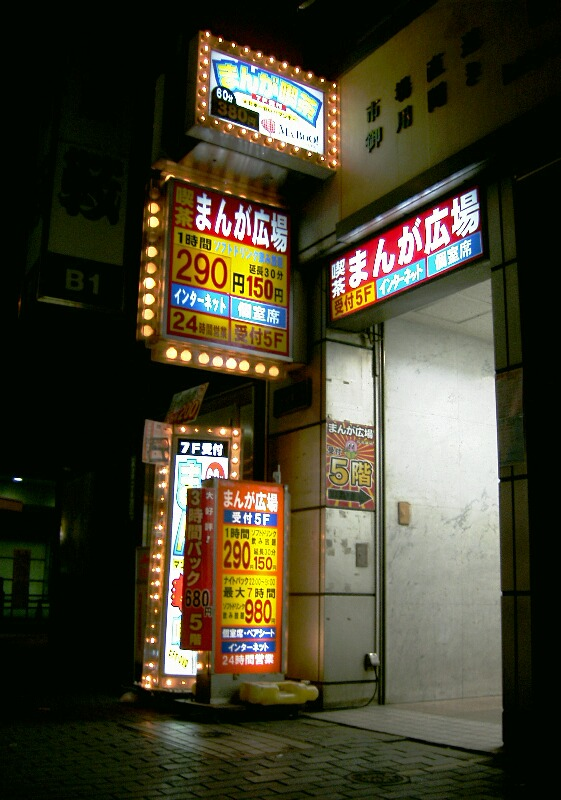
Cà phê Manga, Tokyo

Cà phê manga (tiếng Nhật: 漫画喫茶, マンガ喫茶 mangakissa; tiếng Anh: manga cafe, ; "kissa" là cách viết rút gọn của 'kissaten - quán trà/cà phê' , café hoặc cafeteria) là một loại hình quán cà phê tại Nhật Bản, nơi thực khách có thể đọc truyện tranh manga. Quán tính tiền theo thời gian khách hàng lưu trú trong tiệm. Hầu hết cà phê manga cũng cung cấp dịch vụ internet giống như cà phê internet (ネットカフェ netto kafe) và ngược lại, làm cho hai thuật ngữ hầu như có thể thay thế cho nhau tại Nhật Bản. (Nói theo cách rộng hơn, Popeye sử dụng thuật ngữ 'media cafe' - cà phê đa phương tiện). Một số các dịch vụ thường đi kèm gồm có: trò chơi điện tử, truyền hình, máy bán hàng tự động thức ăn nhẹ/ đồ uống và nhiều thứ khác. Giống như nhiều mô hình quán cà phê tại Nhật Bản, việc hút thuốc được chấp thuận.
Chi phí cho 30 phút đầu tiên thông thường có mức giá khoảng 100 đến 300 yên, hầu hết các địa điểm đều yêu cầu mức giá này như một mức tối thiểu ngay cả khi khách hàng rời đi ngay sau đó. Lượng thời gian ngồi lớn cũng hay kèm theo các khuyến mại giảm giá. Một số quán còn cung cấp dịch vụ cho các khách hàng muốn nghỉ qua đêm, chi phí khoảng 1.500 yên.
Hiện nay, khái niệm cà phê manga cũng đã xuất hiện tại châu Âu.

## Dịch vụ
Cà phê manga có thể được tìm thấy tại hầu hết đô thị trên khắp Nhật Bản, những siêu đô thị như Tokyo và Osaka có rất nhiều quán cà phê manga. Tuy nhiên, bảng hiệu cà phê manga tại Nhật Bản thường không có tiêu đề tiếng Anh và cũng có thể nằm ở tầng trên của một tòa nhà nào đó. Các tiêu chuẩn đánh giá được một website công cụ tìm kiếm ("National Net Café / Mangakisa Search Engine (bản thử nghiệm)"[1]) đưa ra cái nhìn tổng quan về những dịch vụ có thể được sử dụng tại một 'mangakissa':
- Chỗ ngồi: khu vực đọc sách, khu vực không hút thuốc, sofa, ghế mát xa, phòng tiệc tùng, internet, ghế đôi, zashiki (nệm tatami Nhật), ghế ngả.[2][4]
- PC: đĩa quang, phần mềm văn phòng, máy in màu, máy photocopy, ti vi.
- Thiết bị: phim ảnh/ DVD, phòng tắm trả tiền, trò chơi ném phi tiêu, tạp chí, phòng học PC, đĩa CD âm nhạc, tờ báo, truyền hình CATV/ CS, bóng bàn, máy đánh bạc, giường nhuộm da, mạt chược.

Cà phê manga tính mức giá theo thời gian khách hàng ở trong tiệm. Cụ thể, từ 100 đến 300 yên cho 30 phút; sau đó thời gian tính theo công thức: cứ 100 yên cho 10 đến 15 phút tiếp theo, cũng có suất dài hơn như 3 giờ với mức giá từ 700 đến 1000 yên, hoặc từ 5 giờ đến 8 giờ vào khoảng 1500 đến 2500 yên. Mức giá cũng thường cao hơn vào cuối tuần. Cà phê manga cung cấp không gian yên tĩnh, cũng như một thư viện manga cho người đọc.
Tại Việt Nam, cà phê manga cũng kinh doanh các phụ kiện như móc khóa, túi xách, ba lô, gối ôm in hình các nhân vật anime. Năm 2008, quán cà phê manga đầu tiên tại Pháp có thư viện gồm 8.000 manga với mức giá theo thời gian chỉ khoảng 3-4 euro/giờ.

## Vai trò của cà phê Manga
- Là một không gian văn hóa phức tạp: nhiều thay đổi và cải tiến đã giúp biến các quán cà phê manga thành những không gian văn hóa. Chúng trở thành nơi thư giãn, trò chuyện và họp mặt. Doanh nghiệp bán cà phê, đồ uống và các loại thức uống khác để đóng vai trò như các quán cà phê. Các tiện nghi và dịch vụ hiện đại cũng được giới thiệu để cải thiện vệ sinh và tính năng của nội thất.[7]
- Là một kênh hỗ trợ sản xuất truyện tranh manga: Quán manga đã khởi đầu như các kênh sản xuất truyện tranh. Lúc nguyên thuỷ, đây là những nơi cung cấp truyện tranh nhưng cũng phục vụ như những nơi mua bán hoặc trao đổi loại văn phẩm này. Đối với Comic Cakes ở Hàn Quốc, do Trung tâm Văn hóa Haksan điều hành, quán cà phê không chỉ là nơi đọc manga mà còn trưng bày và bán hơn 10.000 bức tranh và các sản phẩm liên quan khác. Điều này không chỉ để tăng doanh số bán hàng, mà còn phục vụ như một kênh phân phối mới và nghiên cứu thị trường cho các nhà xuất bản.[8]
- Là một không gian tạo ra văn hóa truyện tranh: Các quán manga cũng được sử dụng như không gian giao tiếp cho các họa sĩ truyện tranh và độc giả của họ. Các nhà sáng tác truyện thỉnh thoảng cũng lui đến quán manga để hội ngộ trực tiếp với độc giả, và các họa sĩ manga thì quảng bá các tác phẩm của mình. Mối tương tác giữa giới nghệ sĩ với cộng đồng được khắng khít, trong khi độc giả có thể gặp gỡ và trò chuyện trực tiếp với nhà sáng tác để hiểu tốt hơn về tác phẩm và gia tăng sự quan tâm của họ đối với tác phẩm.[9]

## Các quán cà phê manga theo quốc gia

### Nhật Bản
Quán cà phê Manga còn được gọi là Mangakissa (漫画喫茶, マンガ喫茶, "kissa" là viết tắt của "kissaten" có nghĩa là "quán trà" trong tiếng Nhật). Manga café là những không gian mà người ta có thể đọc manga/truyện tranh và thư giãn. Manga café khác biệt so với các quán cà phê thông thường qua việc cung cấp các không gian riêng tư cho khách hàng và tùy chọn ở lại từ 30 phút đến suốt cả đêm. Quán manga đầu tiên được khai trương vào năm 1979 tại một cửa hàng cà phê nhỏ ở thành phố Nagoya.
"Người tị nạn quán cả phê internet" (ネットカフェ難民, netto kafe nanmin - những người lấy "quán cà phê manga" làm nơi cư trú ngụ cư) là một hiện tượng xã hội xuất phát gần đây từ sự thay đổi trong hình thức giải trí, công nghệ thông tin, hành vi xã hội và sự suy thoái lâu dài của nền kinh tế nội địa Nhật Bản. Sự hữu ích của các không gian giải trí ở Tokyo thay đổi cùng với sự dịch chuyển trong thói quen làm việc và kỳ vọng chuyên nghiệp của tầng lớp chủ yếu người nghèo và tầng lớp trung lưu thấp Nhật Bản.

### Nam Triều Tiên

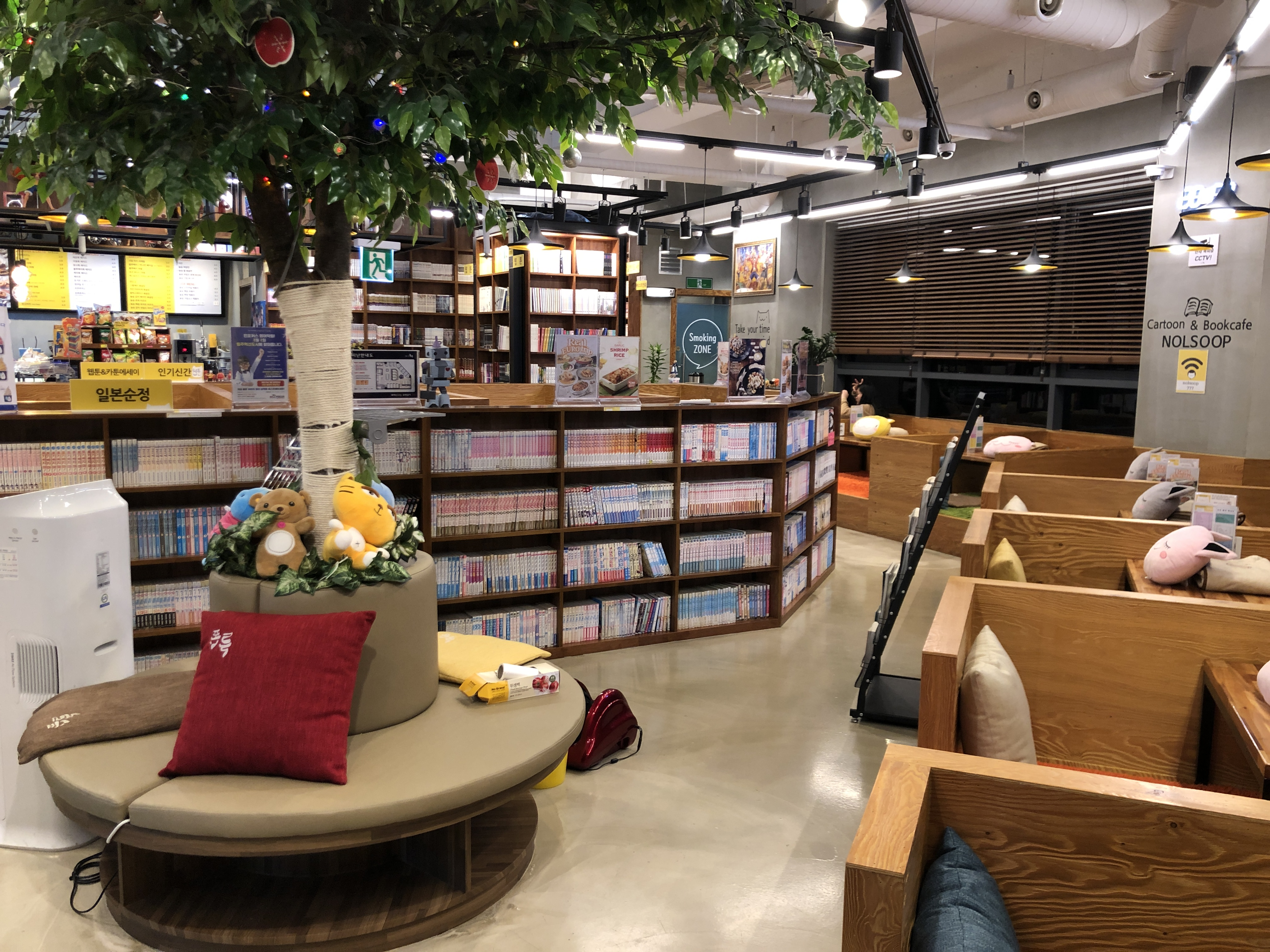
Nolsup tại thành phố đổi mới Wonju Innovation City, Gangwon-do

Khi số lượng chuỗi quán cà phê nở rộ, một số đã kết hợp các quán cà phê truyền thống với các dịch vụ nội dung khác để đáp ứng nhu cầu người tiêu dùng. Ví dụ, 'Nolsoop' kết hợp các dịch vụ của quán cà phê với một phòng truyện tranh ở Hàn Quốc. Beoltoon và Kongtoon cũng tiếp nối theo sau. Ngoài việc cung cấp truyện tranh và đồ uống, những cửa hàng này còn cung cấp nhiều loại đồ ăn và dịch vụ khác nhau. Phí sử dụng và thời gian được tính bằng đơn vị giờ, và nếu mua một đồ uống kèm theo một giờ sử dụng, người mua có thể sử dụng không gian với giá rẻ hơn.
Số lượng quán cà phê manga tại các rạp chiếu phim cũng đang ngày càng gia tăng. Quán không chỉ là nơi thưởng thức truyện tranh và tiểu thuyết. Chúng ngày càng trở thành một loạt các không gian giải trí khác nhau cho ăn uống, trò chơi bàn cờ board game và thư giãn.

### Pháp
Quán café manga đã bắt đầu nổi lên gần đây như những lựa chọn thay thế cho các thư viện công cộng truyền thống và các không gian khác.

## Tình trạng hiện tại của cà phê Manga
Vào tháng 7 năm 2006, quán cà phê manga đầu tiên tại châu Âu mở cửa tại Paris, Pháp. Ngày 19 tháng 10 năm 2008, tại Toulouse, một thư viện truyện tranh manga và quán cyber theo khái niệm Nhật Bản được khai trương. Cuối cùng, một quán cà phê truyện tranh manga và quán cà phê cyber tương tự được khai trương vào cuối năm 2011 tại Lyon Place Vendome.
Năm 2010, một quán cà phê manga và cửa hàng khai trương ở Braine l'Allemagne, ở Brabant Wallon tại Bỉ, có tên là 'Cat's Eye Manga Cafe'. Vào đầu năm 2013, quán cà phê lớn nhất Bỉ (230 m2) mở cửa ở Brussels. Đây gọi là Otaka - Manga Café.
Năm 2011, quán cà phê manga đầu tiên tại Bắc Mỹ, O-Taku Manga Lounge, mở cửa tại Montréal, Canada, phản ánh sự quan tâm ngày càng tăng đối với manga và văn hóa Nhật Bản tại khu vực này.
Năm 2012, một quán cà phê manga mở cửa tại Phần Lan, lần đầu tiên tại Bắc Âu.
Năm 2014, quán cà phê manga đầu tiên của Algeria, HB Manga Kissa, mở cửa tại Algiers. Đây là cơ sở đầu tiên của hình thức này tại châu Phi và thế giới Ả Rập.

## Ý kiến
Hiện nay, các công ty phân phối/ phát hành manga than phiền cà phê manga có sự thiên vị. Thông thường, tiền bản quyền không được thanh toán cho việc đọc một cuốn sách do bản chất của mô hình kinh doanh, bởi vì một manga hoặc một tiểu thuyết hình ảnh có thể có số người đọc nhiều nhất là 100 người. Lợi nhuận trực tiếp đối với người sở hữu chủ yếu từ cà phê chứ không phải là nhà phân phối manga. (Thư viện công cộng bác bỏ sự phê bình này vì họ không thu phí). Cà phê manga như GeraGera đang cạnh tranh với các công ty như Kinko's cho dịch vụ thư điện tử và internet tốc độ cao.